# Hiroli, Aland
Hiroli là một làng thuộc tehsil Aland, huyện Gulbarga, bang Karnataka, Ấn Độ.